# Cetongulata
— non classé —
Les cétongulés forment un taxon de mammifères considéré comme désuet et polyphylétique. Il a été défini comme étant le rapprochement des cétacés et les ongulés pour répondre aux découvertes paléontologiques et aux analyses biologiques concernant les artiodactyles et les cétacés. D'autre analyses ont montré que les Altongulés sont génétiquement éloignés des cétartiodactyles et périssodactyles.

## Ancienne conception
- Preptothériens
  - Insectivores
  - Carnivores
  - Archontes
    - Volitantiens
    - Euarchonta

  - Anagalides
    - Macroscélides
    - Glires

  - Ongulés
    - Tubulidentés
    - Cétongulés
      - Cétartiodactyles
        - Tylopodes
        - Clade non nommé

      - Altongulés
        - Périssodactyles
        - Téthythériens